# نيت باسي
نيت باسي (بالإنجليزية: Nate Bussey)‏ هو لاعب كرة قدم كندية أمريكي، ولد في 20 فبراير 1989 في واشنطن العاصمة في الولايات المتحدة.

## وصلات خارجية
- نيت باسي على موقع إي إس بي إن.كوم (أن.أف.أل)3
- نيت باسي على موقع مرجع كرة القدم المحترفة.كوم (الإنجليزية)
- نيت باسي على موقع JustSportsStats.com (الإنجليزية)